# カトリック横浜司教区
カトリック横浜司教区（カトリックよこはましきょうく、単に横浜教区とも、羅: Dioecesis Yokohamaensis、英: Roman Catholic Diocese of Yokohama）は、神奈川県横浜市に司教座を置くキリスト教・カトリック教会の司教区である。司教座聖堂（カテドラル）は山手教会。神奈川県、静岡県、長野県、山梨県を管轄区域としている。

## 概要
司教館・教区事務所
- 〒231-8652 神奈川県横浜市中区山手町44（北緯35度26分11.1秒 東経139度38分50.1秒 / 北緯35.436417度 東経139.647250度）

司教座聖堂
- 横浜カテドラル聖心大聖堂（山手教会） - 横浜市中区山手町44

教区長
- ラファエル梅村昌弘司教

管轄区域
- 神奈川県、静岡県、長野県、山梨県

## 沿革
- 1846年（弘化3年） - 日本使徒座代理区が設立され、横浜に代理区長館が設置される。
- 1866年（慶応2年） - 代理区長館が長崎に移転。
- 1876年（明治9年） - 5月22日、日本使徒座代理区を日本北緯使徒座代理区、日本南緯使徒座代理区（現在の長崎教区）の2区に分割。日本北緯使徒座代理区は横浜に代理区長館を置き、北海道、東北、関東および中部の各地方を管轄区域とした。
- 1877年（明治10年） - 7月、代理区長館が東京に移転。
- 1891年（明治24年） - 4月17日、北緯代理区より北海道と東北地方を新設の函館使徒座代理区（現在の仙台教区）に委譲。同年6月15日、北緯代理区が東京大司教区に昇格。
- 1912年 （大正元年） - 8月13日、東京教区より富山、石川、福井の3県を、新設の新潟使徒座知牧区（現在の新潟教区）に委譲。
- 1922年（大正11年） - 2月18日、東京教区より愛知、岐阜の2県を新設の名古屋知牧区（現在の名古屋教区）に委譲。
- 1937年（昭和12年）- 11月9日、東京教区より神奈川、茨城、栃木、群馬、埼玉、山梨、長野、静岡の8県が、横浜教区として独立。
- 1939年（昭和14年）- 1月4日、横浜教区より埼玉、茨城、栃木、群馬の4県が新設の浦和使徒座知牧区（現在のさいたま教区）に委譲。これ以降現在にいたるまで、横浜教区の管轄地域は神奈川、静岡、長野、山梨の4県となった。

## 歴代教区長
- 初代 - ジャン・アレキシス・シャンボン（パリ外国宣教会）1938年 - 1940年
- 2代（使徒座管理） - ヨアキム井手口三代市 1941年 - 1943年
- 3代（使徒座管理） - ラウレンチオ戸田帯刀 1944年 - 1945年
- 4代（使徒座管理） - ペトロ土井辰雄 1945年 - 1947年
- 5代 - トマ脇田浅五郎 1947年 - 1951年
- 6代 - ルカ荒井勝三郎 1952年 - 1979年
- 7代 - ステファノ濱尾文郎 1980年 - 1998年
- 8代 - ラファエル梅村昌弘 1999年 - 現在

## 交通アクセス
- JR「石川町駅」より徒歩10分